# Giovanni Minio da Morrovalle
Giovanni Minio da Morrovalle (né vers 1250 à Morrovalle dans les Marches, Italie, et mort à Avignon en août 1312) est un cardinal italien du XIVe siècle. Il est membre de l'ordre des franciscains.

## Biographie
Giovanni Minio da Morrovalle étudie à Paris et devient professeur à Paris et au palais apostolique. Il est un théologien célèbre et est élu ministre général de son ordre en 1296. Il charge Giotto de réaliser des fresques sur les murs de la basilique Saint-François d'Assise en 1296. Avec le cardinal Niccolò Boccasini, O.P., il est chargé de rechercher un compromis entre la France, l'Angleterre et la Flandre en janvier 1299.
Le pape Boniface VIII le crée cardinal lors du consistoire de 15 décembre 1302.
Le cardinal Minio da Morrovalle participe au conclave de 1303, lors duquel Benoît XI est élu pape et à celui de 1304-1305 (élection de Clément V). Il est doyen du Collège des cardinaux en 1311 et participe au concile de Vienne la même année. Il défend la mémoire du pape Boniface VIII contre les attaques du roi Philippe le Bel.